# Park Plaza Orchid Tel Awiw
Park Plaza Orchid Tel Awiw – czterogwiazdkowy hotel w Tel Awiwie, w Izraelu. Hotel należy do międzynarodowej sieci hotelowej Park Plaza Hotels & Resorts.
Hotel jest usytuowany przy nadmorskiej Ha-Jarkon w osiedlu Lew ha-Ir w Tel Awiwie. Rozciąga się stąd widok na Morze Śródziemne.

## Pokoje i apartamenty
Hotel dysponuje 182 pokojami hotelowymi i apartamentami. Każdy pokój wyposażony jest w klimatyzację, biurko, minibarek, sejf, automatyczną sekretarkę, dostęp do bezprzewodowego Internetu, telefon z linią bezpośrednią, telewizję kablową z możliwością wypożyczania filmów, radio, łazienkę do użytku prywatnego, telefon w łazience, czajnik do kawy/herbaty, otwierane okna z roletami światłoszczelnymi, osobny salon i własny balkon. Dostępne są łóżeczka dziecięce i łóżka-dostawki. Wszystkie pokoje posiadają klucze elektroniczne/magnetyczne. W hotelu wolno palić.
Hotel świadczy dodatkowe usługi w zakresie: bezpłatnych śniadań, ochrony, personelu wielojęzycznego, opieki nad dziećmi, pomocy medycznej, organizowaniu imprez okolicznościowych i wesel, pomocy medycznej, pomocy w organizowaniu wycieczek, pralni, sejfu w recepcji, usług spa (sauna, masaże, zabiegi, siłownia, fitness) i transportu z lotniska. Dla ułatwienia komunikacji w budynku jest winda.

## Inne udogodnienia
Znajduje się tutaj sala konferencyjna z zapleczem do obsługi zorganizowanych grup. Dodatkowo można korzystać z basenu kąpielowego położonego na zewnątrz budynku. W hotelu jest kryty parking, kantor, restauracja, kawiarnia, sala bankietowa, sklep z pamiątkami, kiosk, gabinet kosmetyczny oraz pralnia chemiczna. Z zajęć sportowych hotel umożliwia dostęp do sauny i pobliskiego centrum fitness. Na zewnątrz budynku znajduje się basen kąpielowy.
W nadmorskiej części przylegającej do hotelu znajdują się popularne wśród turystów bary, takie jak "Mike’s Place" i "Buzz Stop", a także McDonald’s i KFC.

## Dane techniczne
Kompleks hotelu składa się z dwóch budynków, z których pierwszy ma 19 kondygnacji i wysokość 70 metrów, natomiast drugi ma 15 kondygnacji.
Wieżowce wybudowano w stylu modernistycznym. Wzniesiono je z betonu. Elewacja jest w kolorach szarym. Najbardziej wyróżniającym się elementem elewacji są łukowe okna.